# Séraphin (prénom)
Pour les articles homonymes, voir Séraphin.
Venant de l'hébreu saraph qui veut dire brûler,  Séraphin est un prénom masculin, fêté le 2 janvier ou le 12 octobre.
Il a pour féminins Séraphina et Séraphine.

## Personnes portant ce prénom
- Pour les articles sur les personnes portant ce prénom, consulter la liste générée automatiquement pour Séraphin.